# Cincinnobotrys acaulis
Cincinnobotrys acaulis là một loài thực vật có hoa trong họ Mua. Loài này được (Cogn.) Gilg mô tả khoa học đầu tiên năm 1921.